# 余呂杏茜
余呂杏茜（1953年4月8日—），前香港公務員，曾擔任保安局禁毒專員、香港駐多倫多經濟貿易辦事處處長及南區政務專員等要職，官至首長級乙級政務官。她在1983年獲港英政府聘任為政務主任，亦曾被借調至行政立法兩局議員辦事處及總督特派廉政專員公署工作。她在離任公務員後亦曾於2009年至2012年出任地產代理監管局行政總裁。

## 早年生活
呂杏茜在1953年4月8日出生。她曾於加拿大生活，並於1978年在西安大略大學取得文学士學位。她及後返港入讀香港大學，亦於1981年取得社会工作硕士學位。

## 公職生涯

### 殖民地時期
呂杏茜於1983年8月加入港英政府出任政務主任，並被派至政務總署負責新界新市鎮的發展工作。在1985年9月，她被安排調任至布政司署銓敍科，出任負責政府員工關係的助理銓敍司。不足2年後，她再度從事地區工作，在1987年1月至1990年1月期間於觀塘政務處任職。及後，她在1990年2月被借調至行政立法兩局議員辦事處。她在借調期間曾擔任委員會事務部總主任，並協助兩局議員辦事處註冊為擔保有限公司。另外，她在1990年4月晉升高級政務主任。在辦事處改組後，她在1991年8月回任港府。
回任港府的余呂再次於地區任職，獲港府委任為南區政務專員。她於1991年9月20日接替陳梁夢蓮上任，亦於同年11月1日獲奉為官守太平紳士。她在任內與南區區議會主席許湧鐘及高譚根合作，於區內籌備包括南區區節等多項大型活動。及後，余呂於1994年4月晉升首長級丙級政務官，亦於1995年1月22日卸任並由許林燕明接替。余呂在1995年1月返回布政司署規劃環境地政司後，出任負責環境工作的首席助理規劃環境地政司，並在同年7月至9月兼署任出缺的副規劃環境地政司。然而，臨近香港主權由英國轉交中國，余呂與同為高級公務員的丈夫余嘉勳均離開公務員系統，余呂則自1996年4月起以放取無薪假期的形式改於總督特派廉政專員公署工作，並被獲委任為社區關係處的助理廉政專員。

### 主權移交後
余呂杏茜在主權移交後過渡至廉政公署，並在1997年12月升任至高級助理廉政專員職級，擔任社區關係處處處長。她在第一屆香港立法會成立後，亦曾出席保安事務委員會會議介紹廉署向香港的公營機構及大學的防貪工作及成果。同時，她亦因應政府服務電子化而為廉署設立青少年網站，加強對青少年的宣傳及溝通工作，並加強與互聯網誠信及品德的教育資源。在超過四年的無薪假期後，余呂在2000年9月重新返回香港公務員系統任職。

#### 駐多倫多經貿辦處長
工商局安排重返港府的余呂出任香港駐多倫多經濟貿易辦事處處長，並在2000年9月18日接替唐智強及展開任期，亦署任首長級乙級政務官。在2001年，余呂亦因應港府推動香港品牌，在多個酒會上作出宣傳，更甚至邀請在北美洲拍攝電影《特務踢死兔》途中的成龍到辦事處的記者會上參與宣傳工作。曾在加拿大留學的她，更連同香港總商會、道亨銀行及國泰航空等向港籍加拿大人和在加留學港人推廣回流香港就業。她同時亦與投資推廣署鼓勵加拿大公司在香港設立亚太地区總部，而位於安大略省滑鐵盧的北方數碼則因而在2002年6月於香港灣仔開設辦事處。及後，她亦在魁北克省舉行活動宣傳香港與中國內地在2003年簽訂《內地與香港關於建立更緊密經貿關係的安排》。在2003年9月13日，蘇植良上任駐多倫多經貿辦處長，余呂亦返港供職。

#### 禁毒專員

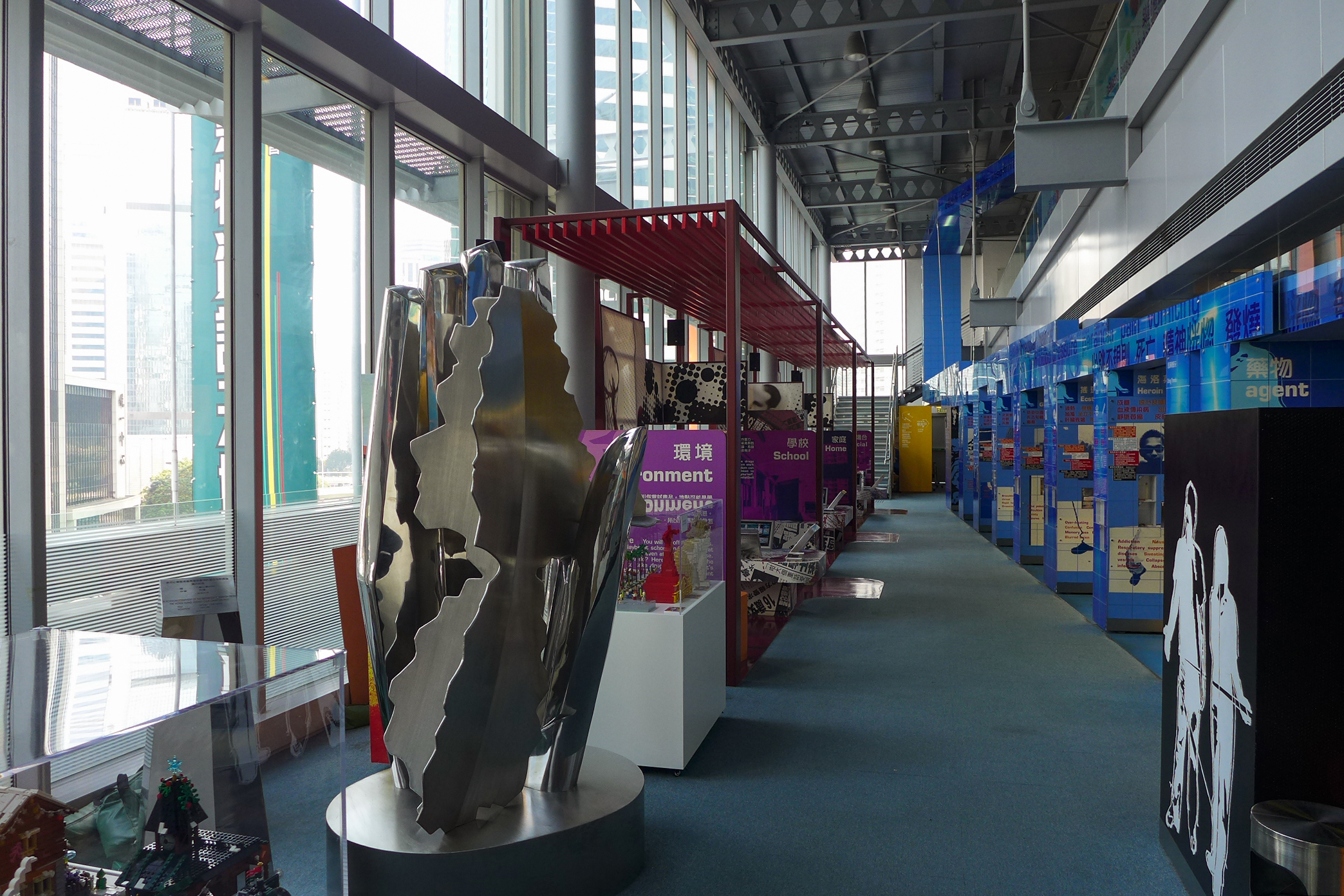
禁毒資訊天地在余呂杏茜擔任禁毒專員時落成啟用

余呂返港後，隨即獲港府安排接替盧古嘉利擔任保安局禁毒專員，並隨即在候任期間代表港府前往澳門出席於2003年9月16日至19日舉行的亞太反洗錢組織年度大會。她於2004年9月24日正式上任後，曾向保安局局長李少光匯報禁毒及打擊洗錢情況。在她任內，她發佈評估物質濫用者的手冊供教師及政府職工等前線人員使用。同時，禁毒處轄下的禁毒資訊天地亦完成第二期工程並投入服務。除此以外，她亦聯同香港警務處加強與中國內地和东南亚国家联盟的禁毒合作。她在任內確任首長級乙級政務官，並於2004年7月1日再次獲委任為官守太平紳士。
雖然整體濫藥人士數量在余呂實施各項禁毒措施下有所以減少，但不少青少年轉趨地下網絡或透過家人取得藥物，因此余呂須大幅修改禁毒處提供的研究方向、教育及評估資料。另外，為了針對日益猖獗的洗錢情況，余呂向立法會提出修訂法例，允許港府向可疑人士查詢資金來源、流向及用途。在離任前，禁毒處亦與香港電台啟播禁毒電視劇及推出社區禁毒資助計劃。
最後，余呂在2005年9月10日卸任禁毒專員，並由黃碧兒接任。不過，余呂在2005年9月底被《蘋果日報》揭發在專員任內九次公務外訪時使用公帑支付與丈夫余嘉勳同住酒店的額外開支，港府並以個人私隱為由拒絕進一步回覆。事件雖然被建制派及民主派的議員批評，惟保安局表示相關公幹開支均符合規定。

#### 公務員事務局
余呂在2005年中轉任公務員事務局副秘書長，她負責公務員培訓發展、員工關係及福利等政策，並多次於立法會就政府的編制進行答辯。另外，她亦統籌公務員參與社區義務工作，並鼓勵公務員成立義工隊伍。她在2008年8月提早退休，離任公務員。

### 地監局
余呂杏茜離任公務員後，於2009年8月10日起出任地產代理監管局行政總裁。她在任內推動與中國內地互相承認地產代理專格資格，並加強與澳門的官方合作。同時，她仕內亦推出二手樓實用面積指引，規定樓宇買賣須以實用面積作準則，改變市場上一直以建築面積計算的傳統。然而在她任內，香港樓市交易減少，持牌地產代理人數字大幅下降，令地監局的收入下跌並面臨財政壓力。最終，她因希望把充實家庭生活下決定在2012年8月9日卸任，成為首位不曾續約的地監局行政總裁。在卸任前，她總括任內地產經紀數量已經大增，而規管一手物業銷售和二手實用面積計價等措施亦已經生效。

## 個人生活
呂杏茜與蘇格蘭裔皇家香港輔助警察余嘉勳在1980年代結婚，兩人當時同為政務主任，呂亦因此而冠夫姓為余呂杏茜。余呂的個人興趣為閱讀及烹飪，與丈夫均喜愛行山。余嘉勳因香港主權移交中國而提早退休，離任前為荃灣政務專員，官至首長級丙級政務官。他及後從事學術研究，在西澳大利亚州的莫道克大學取得哲學博士學位後，長期受聘於香港理工大學，先後擔任專任導師及客席助理教授。

## 榮譽

### 殊勳
- 官守太平紳士（J.P.）（1991年11月1日－1995年1月22日；2004年7月1日－2008年8月）[5][22]

### 頭銜
- 余呂杏茜，JP（Rosanna Ure Lui Hang-sai, JP，1991年11月1日－1995年1月22日；2004年7月1日－2008年8月）[5][22]